# 云应霖
云应霖（1896年—1975年），男，广东文昌（今属海南）人，中国政治人物，曾任中国农工民主党中央委员会委员。